# Sansa (temple)
Pour les articles homonymes, voir Sansa (homonymie).
Sansa, monastères bouddhistes de montagne en Corée est un ensemble de sept temples bouddhistes de Corée du Sud inscrits au patrimoine mondial depuis 2018.

## Nom
Le terme sansa (hangeul : 산사 ; hanja : 山寺 ; RR : sansa ; litt. « temple de montagne ») désigne un monastère bouddhiste de montagne.

## Historique
La Corée du Sud inscrit le 12 décembre 2013 une proposition sur sa liste indicative, préalable nécessaire à tout examen d'inscription au patrimoine mondial, intitulée Traditional Buddhist Mountain Temples of Korea (« Temples bouddhistes de montagne traditionnels de Corée »). Elle comporte sept monastères disséminés dans les montagnes du sud du pays.
En 2018, l'ICOMOS préconise de n'inscrire que quatre des sept monastères (Tongdosa, Buseoksa, Beopjusa et Daeheungsa) ; son avis n'est pas suivi par le Comité et le bien complet est inscrit au patrimoine mondial en juillet 2018, lors de la 42e session du Comité.

## Sites
Le bien inscrit comprend sept sites.
| N°       | Site            | Lieu               | Superficie (ha) | Zone tampon (ha) | Coordonnées                   | Illus. |
| -------- | --------------- | ------------------ | --------------- | ---------------- | ----------------------------- | ------ |
| 1562-001 | Tongdosa (en)   | Yangsan            | 7,87            | 84,14            | 35° 29′ 17″ N, 129° 03′ 58″ E |        |
| 1562-002 | Buseoksa        | Yeongju            | 7,08            | 47,09            | 36° 59′ 56″ N, 128° 41′ 17″ E |        |
| 1562-003 | Bongjeongsa     | Andong             | 5,3             | 75,05            | 36° 39′ 11″ N, 128° 39′ 47″ E |        |
| 1562-004 | Beopjusa        | District de Boeun  | 11,22           | 190,03           | 36° 32′ 31″ N, 127° 49′ 59″ E |        |
| 1562-005 | Magoksa         | Gongju             | 3,91            | 62,66            | 36° 33′ 32″ N, 127° 00′ 43″ E |        |
| 1562-006 | Seonamsa (en)   | Suncheon           | 9,67            | 246,16           | 34° 59′ 46″ N, 127° 19′ 52″ E |        |
| 1562-007 | Daeheungsa (en) | District de Haenam | 10,38           | 617,98           | 34° 28′ 34″ N, 126° 37′ 01″ E |        |